# Stephan Oetzinger
Stephan Oetzinger (* 19. August 1984 in Weiden in der Oberpfalz) ist ein deutscher Politiker (CSU). Er ist seit November 2018 Mitglied im bayerischen Landtag.

## Leben
Nach dem Abitur am Kepler-Gymnasium Weiden studierte Oetzinger an der Universität Regensburg Geschichte, Politikwissenschaft sowie Religionswissenschaften und theologische Anthropologie. Anschließend promovierte er an der Universität Regensburg bei Peter Schmid zur „Deutschlandpolitik der CSU“. 
Von 2011 bis 2019 war er stellvertretender Landesvorsitzender der Jungen Union Bayern. Seit 2017 ist er Kreisvorsitzender des CSU-Kreisverbandes Neustadt an der Waldnaab. Im November 2019 übernahm er den Landesvorsitz des CSU-Arbeitskreises Hochschule und Kultur (AKH) von Oliver Jörg. 
Oetzinger war von 2012 bis 2018 Erster Bürgermeister seines Wohnorts Mantel. Seit 2014 ist er Mitglied des Kreistags Neustadt an der Waldnaab.
Bei der Landtagswahl am 14. Oktober 2018 wurde er als Direktkandidat im Stimmkreis Weiden in der Oberpfalz in den Bayerischen Landtag gewählt. Oetzinger erreichte 39,8 Prozent der Erststimmen. Bei der Landtagswahl 2023 zog er erneut mit 41,6 Prozent der Erststimmen direkt in den Landtag ein. Dort ist Oetzinger aktuell Mitglied des Ausschusses für Recht und Verfassung und Mitglied des Ausschusses für Wissenschaft und Kunst. Oetzinger gehört seit 2023 dem Fraktionsvorstand der CSU Landtagsfraktion an.  
Im Jahr 2019 übernahm er den Vorsitz des Förder- und Trägervereins des Geo-Zentrums an der KTB Windischeschenbach.
2021 wurde er ins Kuratorium der Universität Regensburg berufen. Seit 2023 ist er Mitglied im Landesdenkmalrat sowie, seit 2024, Mitglied des Medienrats. 
Im Oktober 2024 wurde Oetzinger zum Vorsitzenden des Fördervereins Pro Libris der Regionalbibliothek Weiden gewählt.

## Privates
Oetzinger ist verheiratet und hat zwei Söhne. Er ist römisch-katholischer Konfession.